# Bundesarbeitskreis Christlich-Demokratischer Juristen
Der Bundesarbeitskreis Christlich-Demokratischer Juristen (BACDJ) ist ein Arbeitskreis der CDU Deutschland. Er unterstützt und berät den Bundesvorstand der CDU in rechtspolitischen Themen und beteiligt sich an der rechtspolitischen Diskussion in allen gesellschaftlichen Bereichen. Mitglied kann jeder werden, der christlich-demokratischen Grundsätze anerkennt. Eine Mitgliedschaft in der CDU ist nicht erforderlich.
Vorsitzender des BACDJ ist der Bundestagsabgeordnete Günter Krings.
Auf Landesebene werden die gleichen Aufgaben von den Landesarbeitskreisen Christlich-Demokratischer Juristen (LACDJ) wahrgenommen, die teilweise weiter untergliedert sind, etwa in Regionalarbeitskreise. In der CSU existiert analog ein Arbeitskreis Juristen (AKJ).